# Синко-Сальтос
Синко-Сальтос (исп. Cinco Saltos) — город и муниципалитет в департаменте Хенераль-Рока провинции Рио-Негро (Аргентина). Название означает «пять прыжков», и связано с водопадами в проходящем мимо города крупном ирригационном канале.

## История
После того, как через эти места прошла железная дорога, здесь в 1914 году появились первые жители. Первоначально люди селились к северу от железнодорожной линии, однако в 1918 году эти участки оказались затоплены во время наводнения.
Развитие населённого пункта ускорилось после того, как рядом был построен химический комбинат.